# Aeroclube do Ceará
O Aeroclube do Ceará foi um aeroclube brasileiro com sede em Fortaleza, no Ceará. Foi fundado em 7 de abril de 1929.

## Operações e frota
O Aeroclube do Ceará foi um dos maiores aeroclubes do Nordeste, possuiu uma frota de cinco aeronaves, sendo elas AB-115, P-56C, AMT-200, Cessna 150K e Cessna 172C.
Foi fundado em 1929, sendo fechado em 2000 após perder sua sede. Ressurgiu anos depois quando em 2008 o Aeroclube de Teresina foi incorporado ao do Ceará, recebendo seu simulador e suas aeronaves, incluindo o AB115 atualmente em operação, adquirindo também o Cessna 172C.

## Antiga base e instalações atuais
O Aeroclube ficava no Aeroporto internacional Pinto Martins em Fortaleza-CE (SBFZ), sendo o único aeroclube do Brasil com base em um aeroporto internacional, com operações diurnas e noturnas. [carece de fontes?] Conta também com uma base de operação diurna no Aeródromo Feijó (SNFF), onde fica a parte de manutenção e os hangares do aeroclube. Atualmente o equipamento está instalado na cidade de Tamboril, no interior do Ceará, onde agora se chama Aeroclube Cearense. Agora possui uma pista nova, hangares novos e uma frota nova de aviões de instrução e ultraleves.

## Cursos
O Aeroclube do Ceará oferecia cursos práticos nas áreas de:
- Piloto Privado
- Piloto Comercial
- IFR
- Instrutor de Voo (INVA)
- Sobrevivência na Selva
- Comissária de Voo
- Mecânico de aeronaves